# Revista Jurídica de Cataluña
Revista Jurídica de Cataluña (en catalán: Revista Jurídica de Catalunya) es una revista de ciencias jurídicas de Cataluña, España, de publicación trimestral, fundada en 1895.

## Historia
Fundada en 1895 por el Colegio de Abogados de Barcelona y la Real Academia de Jurisprudencia y Legislación de Cataluña, en ella han colaborado los principales juristas catalanes de cada momento, como Guillem Maria de Brocà, José Pella y Forgas, Manuel Durán y Bas, Rafael Gay de Montellà, Raimon Duran Ventosa, Ramón de Abadal y de Vinyals y Enric Prat de la Riba, que se encargó durante muchos años de la sección de Misceláneas Jurídicas. La publicación fue interrumpida durante la guerra civil, y fue restablecida en 1945. Recibió la Cruz de Sant Jordi en 2002.